# Ivanovo (Villyó)
Ivanovo (1991-ig Gložde) falu Horvátországban, Eszék-Baranya megyében. Közigazgatásilag Villyóhoz tartozik.

## Fekvése
Eszéktől légvonalban 48, közúton 57 km-re északnyugatra, Nekcsétől légvonalban 26, közúton 37 km-re északra, községközpontjától légvonalban 4, közúton 7 km-re délkeletre, a Szlavóniai-síkságon, Kapelna és Alsómiholjác között fekszik.

## Története
A település 19. század közepén Gložde néven mezőgazdasági majorként keletkezett Alsómiholjác déli, Gložde nevű határrészén, az azonos nevű erdő irtásával, a Majláth család birtokán. Ezután a környező földek megművelésére a környező falvakból horvátokat, valamint a Monarchia különböző területeiről magyarokat és dunai svábokat telepítettek ide. 1880-ban 62, 1910-ben 160 lakosa volt. Verőce vármegye Alsómiholjáci járásához tartozott. Az 1910-es népszámlálás adatai szerint lakosságának 72%-a magyar, 16%-a horvát, 10%-a német, 2%-a szerb anyanyelvű volt. Az első világháború után 1918-ban az új szerb-horvát-szlovén állam, majd később (1929-ben) Jugoszlávia része lett. 1921 és 1930 között a földreform során nagyszámú szerb család települt be, akik a lakosság többségét alkották. A második világháború idején a magyar és német lakosság elmenekült a partizánok elől. 1991-ben lakosságának 95%-a szerb nemzetiségű volt. A délszláv háború idején elmenekült szerbek helyére a Szerémségből, főként Sid község településeiről katolikus horvátok érkeztek. 2011-ben a falunak 290 lakosa volt.

## Lakossága
| Lakosság változása | Lakosság változása | Lakosság változása | Lakosság változása | Lakosság változása | Lakosság változása | Lakosság változása | Lakosság változása | Lakosság változása | Lakosság változása | Lakosság változása | Lakosság változása | Lakosság változása | Lakosság változása | Lakosság változása | Lakosság változása |
| ------------------ | ------------------ | ------------------ | ------------------ | ------------------ | ------------------ | ------------------ | ------------------ | ------------------ | ------------------ | ------------------ | ------------------ | ------------------ | ------------------ | ------------------ | ------------------ |
| 1857               | 1869               | 1880               | 1890               | 1900               | 1910               | 1921               | 1931               | 1948               | 1953               | 1961               | 1971               | 1981               | 1991               | 2001               | 2011               |
| 0                  | 0                  | 62                 | 130                | 136                | 160                | 164                | 503                | 529                | 592                | 602                | 541                | 428                | 454                | 342                | 290                |

## Nevezetességei
A Szerémségi szent vértanúk tiszteletére szentelt római katolikus temploma 1994 és 2005 között épült.

## Sport
Az NK Ivanovo labdarúgócsapata a megyei 3. ligában szerepel.

## Egyesületek
DVD Ivanovo önkéntes tűzoltó egyesület.